# Калмикова Раїса Іванівна
Раї́са Іва́нівна Калми́кова (12 квітня 1951, с. Прачі, Борзнянський р-н, Чернігівська обл. — 21 травня 2025, Німеччина) — майстриня художнього ткацтва, носій елемента національної культурної спадщини «Кролевецьке переборне ткацтво», член Національної спілки майстрів народного мистецтва України (2005). Заслужений майстер народної творчості України (2020), відмінник освіти України.

## Біографія
Раїса Іванівна Калмикова народилась 12 квітня 1951 року в с. Прачі на Чернігівщині.
Закінчила Кролевецьке професійно-технічне училище художнього ткацтва (1971) та Київський текстильний технікум (1976).
З 1971 року працювала на Кролевецькій фабриці художнього ткацтва.
Починаючи з 1977 року працювала майстром виробничого навчання ткацького відділу в Кролевецькому профтехучилищі, передавала молоді свої навички і вміння
2005 року була прийнята в члени Національної спілки майстрів народного мистецтва України, брала участь у роботі Сумського обласного осередку НСМНМУ.
Учасниця у багатьох обласних, всеукраїнських та міжнародних виставок народного та декоративно-ужиткового мистецтва.
Роботи майстрині зберігаються в Сумському художньому музеї імені Никанора Онацького, Музеї Кролевецького ткацтва.
Померла 21 травня 2025 р. у Німеччині, куди вимушена була виїхати через важку хворобу та російське вторгнення в Україну.

## Творчість
Раїса Іванівна Калмикова — носій елемента національної культурної спадщини «Кролевецьке переборне ткацтво».
У творчому доробку майстрині рушники, доріжки, декоративні панно, скатертини. Серед них:
- Рушник «До маминої хати» (1998)
- Панно «Кролевецька дзвіниця» (2000)
- Комплект «Господарочка» (2002)
- Рушник «Відродження» (2002)
- Панно «Сумщина» (2006)
- Панно «Україна» (2006).